# Затылкопёрые сомы
Затылкопёрые сомы, или аухениптеровые (лат. Auchenipteridae) — семейство лучепёрых рыб из отряда сомообразных.
Сюда были помещены два рода упразднённого семейства Ageneiosidae, в семейство включает около 120 видов примерно в 22 родах.
Эти рыбы встречаются в реках Панамы и Южной Америки до Аргентины, обычно в поймах рек.
Все виды, кроме одного, имеют три пары усиков, носовые усики отсутствуют. У большинства видов очень маленькие жировые плавники. Длина тела Ageneiosus inermis достигает 65 см, большинство представителей семейства мельче, а некоторые виды не крупнее 3 см. Оплодотворение внутреннее.
Затылкопёрые сомы ведут ночной образ жизни. Известно, что некоторые из мелких видов днем прячутся в бревнах и щелях, а ночью выходят на кормежку. Некоторые более крупные виды могут потреблять фрукты и насекомых и, вероятно, всеядны. Рыбы этого семейства, по-видимому, питаются в основном насекомыми, но также поедают рыбу, креветок, фрукты и даже нитчатые водоросли и другие растительные корма, по крайней мере иногда.

## Классификация
В семейство включают следующие подсемейства и роды:
- Auchenipterinae
  - Ageneiosus
  - Asterophysus
  - Auchenipterichthys
  - Auchenipterus
  - Entomocorus
  - Epapterus
  - Liosomadoras
  - Pseudauchenipterus
  - Pseudepapterus
  - Pseudotatia
  - Spinipterus
  - Tetranematichthys
  - Tocantinsia
  - Trachelyichthys
  - Trachelyopterichthys
  - Trachelyopterus
  - Trachycorystes
  - Tympanopleura[5]
- Centromochlinae
  - Centromochlus
  - Gelanoglanis
  - Glanidium
  - Tatia